# Kamiza
Kamiza (上座) est un terme japonais désignant le « siège du haut » dans une pièce, c'est-à-dire la place d'honneur ; le terme s'applique également aux meilleures places dans les avions, les trains et les voitures. Son antonyme shimoza (下座), signifie « siège du bas ». Dans une pièce, le kamiza  est le siège ou la position la plus confortable, le plus souvent le plus éloigné de la porte, parce qu'il y fait plus chaud. C'était aussi l'endroit le mieux protégé des attaques à l'époque féodale du Japon.

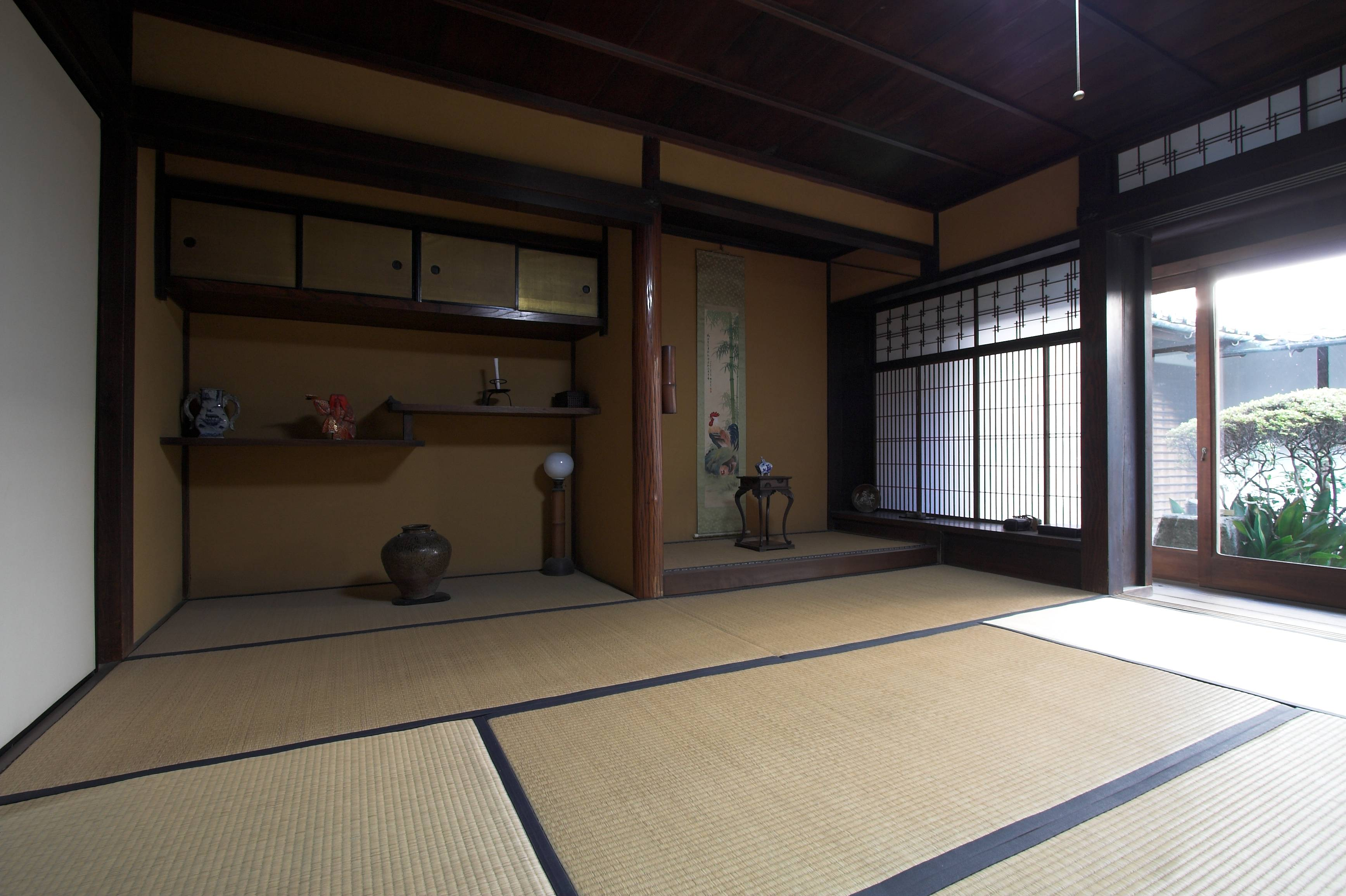
Pièce japonaise traditionnelle avec un tokonoma.

Dans un washitsu traditionnel, c'est souvent un zabuton placé de telle sorte que la personne qui l'occupe a le dos tourné contre le tokonoma. Le kamiza est l'endroit le plus proche du tokonoma ou simplement le plus éloigné de la porte dans une chambre dépourvue de tokonoma. Dans une pièce de style occidental, c'est un fauteuil ou un sofa confortable, ou la tête d'une table.

## Portraits de maîtres d'arts martiaux affichés côtékamizadans undojotraditionnel

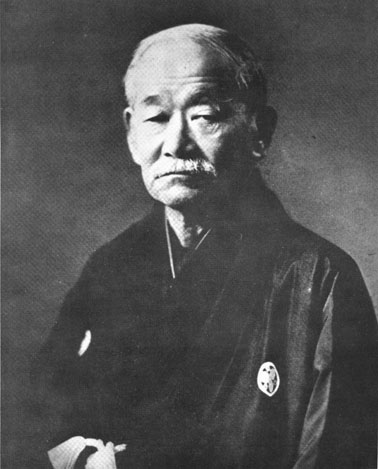
Jigoro Kano, fondateur du judo.
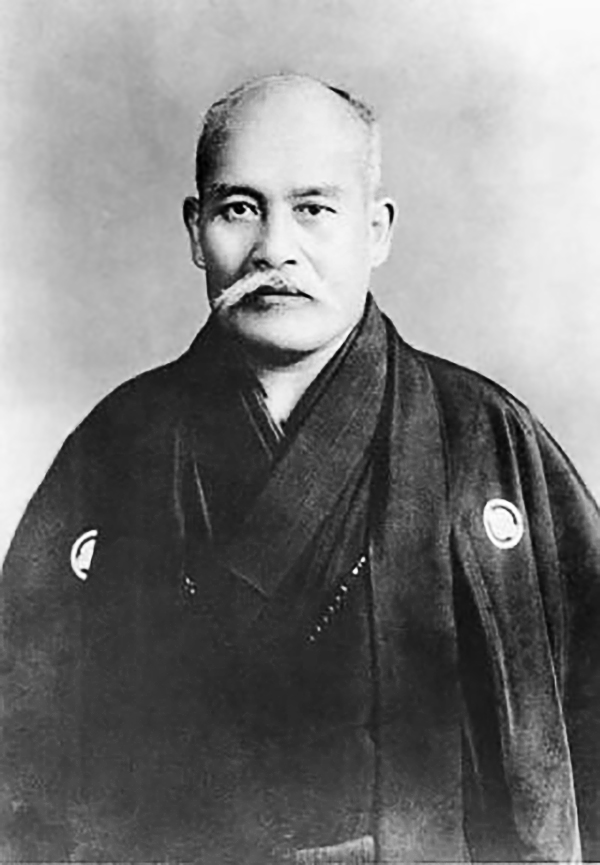
Morihei Ueshiba, fondateur de l'aïkido.

## Source de la traduction
- (en) Cet article est partiellement ou en totalité issu de l’article de Wikipédia en anglais intitulé « Kamiza » (voir la liste des auteurs).